# Hiroshi Doi
Hiroshi Doi nació en 1935 en la prefectura de Okayama. A lo largo de su vida ha aprendido decenas de técnicas de sanación, pero finalmente decidió especializarse en Reiki, habiendo recibido formación tanto en reiki tradicional japonés (es miembro de Usui Reiki Ryoho Gakkai) como en reiki occidental. Doi fue iniciado en Shoden y Okuden por la Sra. Kimiko Koyama, sexta presidenta del Usui Reiki Ryoho Gakkai pero no cuenta con la maestría dentro de la Usui Reiki Ryoho Gakkai'
Linaje de iniciaciones del reiki tradicional japonés de Hiroshi Doi:
1. Mikao Usui (maestro fundador y primer presidente de Usui Reiki Ryoho Gakkai).
2. Kanichi Taketomi (primer linaje y tercer presidente de Usui Reiki Ryoho Gakkai).
3. Kimiko Koyama (segundo linaje y sexta presidenta de Usui Reiki Ryoho Gakkai).
4. Hiroshi Doi (tercer linaje).

Hiroshi Doi ha creado el sistema Gendai Reiki Ho, unificando el sistema del reiki occidental con las técnicas tradicionales de purificación y perfeccionamiento del reiki japonés.
Actualmente preside la Gendai Reiki Healing Association de Japón.